# Damaris Aguirre
Damaris Gabriela Aguirre Aldaz, née le 25 juillet 1977 à Chihuahua (Mexique), est une ancienne haltérophile mexicaine. Elle est médaillée de bronze aux Jeux de 2008.

## Carrière
Deux ans et demi après avoir commencé l'haltérophilie, elle est qualifiée pour les Jeux de 2004 où elle termine 12e.
Aux Jeux olympiques d'été de 2008, elle termine initialement à la 6e avec 245 kg mais en 2016, après la disqualification pour dopage de quatre concurrentes — la Chinoise Cao Lei médaillée d'or, la Russe Nadezhda Yevstyukhina médaillée de bronze, la Biélorusse Iryna Kulesha 4e et l'Arménienne Hripsime Khurshudyan, 11e — elle récupère la médaille de bronze,.

## Palmarès

### Jeux olympiques
- Jeux olympiques d'été de 2008 à Pékin ( Chine) :
  -  médaille de bronze en -75 kg

### Jeux panaméricains
- Jeux panaméricains de 2007 à Rio de Janeiro ( Brésil) :
  -  médaille d'argent en -75 kg

### Jeux d'Amérique centrale et des Caraïbes
- Jeux d'Amérique centrale et des Caraïbes de 2010 à Mayagüez ( Porto Rico) :
  -  médaille de bronze en -75 kg